# Брайко Хаджилуков
Брайко Луков Хаджинейков е деец на БРСДП (т.с.), родом от град Копривщица.
Бащата на Брайко, хаджи Луко Нейков, бил търговец по пазарите на Мала Азия и в края на 1878 г. се завърнал в току-що освободена България като вече позастаряващ ерген. В тези години се задомява с Гана Хаджипалавеева, сестра на хаджи Ненчо Дончев Палавеев, а през 1880 г. му се ражда син.
В града на априлци Брайко Хаджилуков завършва с успех копривщенската прогимназия. След това като много други заминава за Пловдив, за да продължи образованието си. В града на тепетата се запознава с левите идеи и започва участие в марксистки кръжок под ръководството на Димитър Благоев. По-късно заминава да изучава правни науки в Женева, където взима участие в сбирки на руски революционни емигранти.Тук се е срещал с Владимир Ленин и Георгий Плеханов.
След завръщането си в Пловдив отново започва партийна дейност в тясно взаимодействие с Васил Коларов. Поради тежко инфекциозно заболяване не взима участие в Първата световна война. След войната се премества да живее в София и отново е в близкото обкръжение на Коларов. Като член ЦК на БКП е избран за общински съветник в столицата. Това предрешава по-сетнешната му съдба. През 1923 г., заплашен от арестуване, Брайко Хаджилуков минава в нелегалност, а когато излиза от нея, се оказва безработен.
След известно време е нает като помощник-адвокат в кантората на доктор Исаков, а по-късно и като юрисконсулт в тютюневия консорциум. След атентата в църквата „Света Неделя“ Брайко Хаджилуков е изведен посред нощ от дома му и е откаран в подземията на Дирекция на полицията. От тогава дирите му се губят и има подозрения, че е ликвидиран заедно с Гео Милев и Христо Ясенов.